# Paulina Brandberg

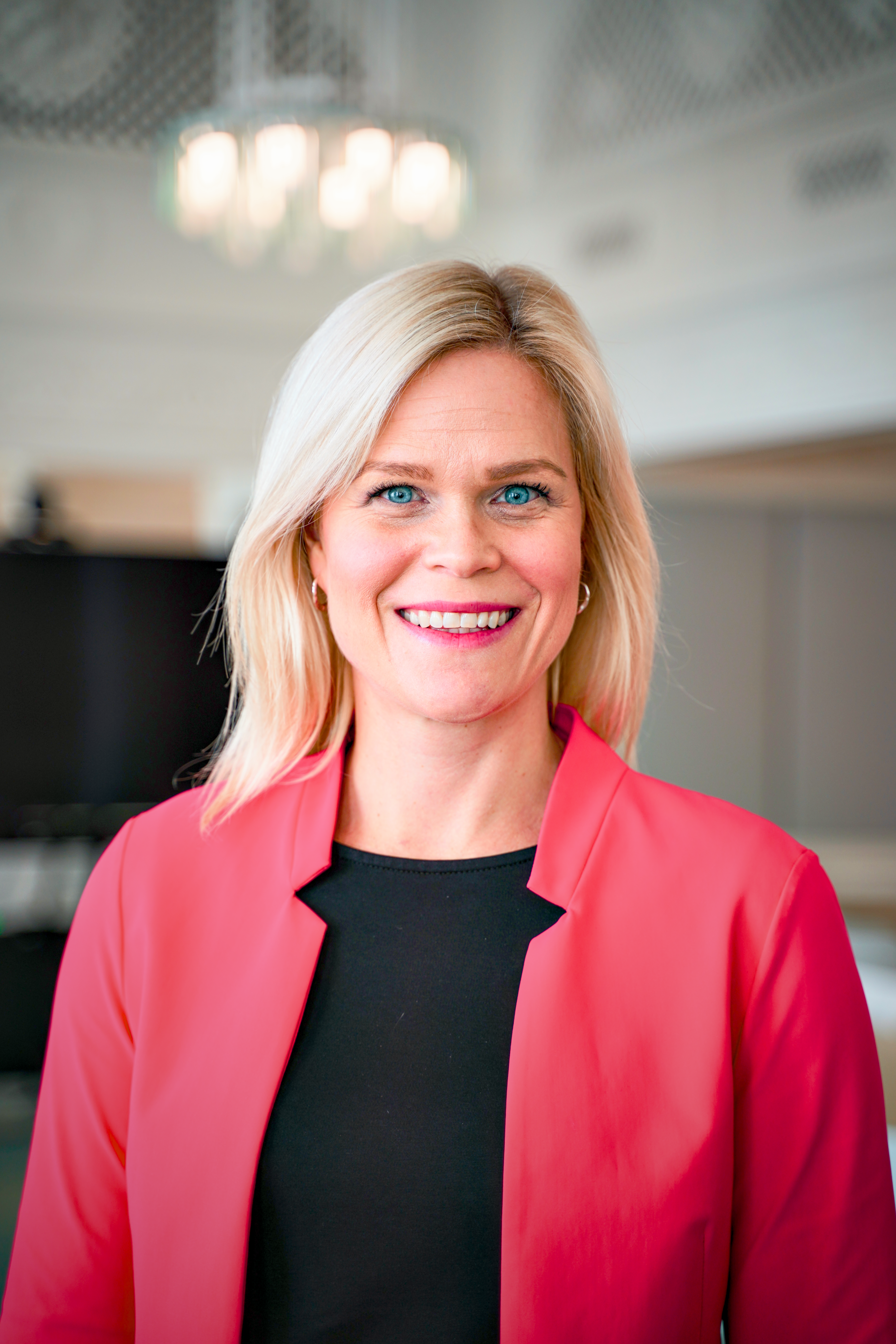
Paulina Brandberg, 2024

Paulina Brandberg (* 11. November 1983 in Lund, Skåne län) ist eine schwedische Politikerin der Liberalen (Liberalerna) und war vom 18. Oktober 2022 bis 31. März 2025 Gleichstellungsministerin im Beschäftigungsministerium in der Regierung Kristersson.

## Leben
Paulina Brandberg begann 2003 ein Studium der Rechtswissenschaften an der Universität Lund, welches sie 2008 mit dem juristischen Staatsexamen als Magister beendete. Während des Studiums besuchte sie an der Universität Lund zudem 2004 einen Grundkurs in Französisch sowie 2006 einen weiteren Grundkurs in Psychologie. 2006 absolvierte sie zudem ein Auslandssemester an der Suffolk University, wo sie Gasthörerin in den Fächern Internationales Recht und Vergleichende Rechtswissenschaft war. Danach folgte zwischen 2007 und 2008 ein Studienaufenthalt an der Universität Hongkong, an der sie Vorlesungen in den Fächern Internationales Recht und Chinesisches Recht besuchte. Nach einer kurzen Tätigkeit 2008 als angestellte Rechtsanwältin in der Anwaltskanzlei Advokatfirman Lindahl war sie von 2008 bis 2010 Mitarbeiterin am Bezirksgericht von Helsingborg. Im Anschluss war sie zwischen 2010 und 2013 Staatsanwältin bei der Staatsanwaltschaft in Malmö und belegte während dieser Zeit 2011 auch einen Grundkurs in Portugiesisch an der Hochschule Dalarna.
2013 wechselte sie zur Staatsanwaltschaft Stockholm und war dort bis 2018 als Staatsanwältin für den Stadtteil Norrort zuständig. Zugleich begann sie ihr politisches Engagement für die Liberalen (Liberalerna), für die sie von 2015 bis 2018 erst stellvertretendes Mitglied im Ausschuss für soziale Wohlfahrt und zwischen 2019 und 2020 stellvertretendes Mitglied im Bildungsausschuss des Rates der Sollentuna war. 2016 absolvierte sie zudem einen eigenständigen Kurs zur Interaktion und Entwicklung kleiner Kinder an der Universität Umeå. Nachdem sie zwischen Juni 2018 und August 2019 als Referentin im Justizministerium tätig gewesen war, arbeitete sie zwischen 2019 und 2022 als Oberstaatsanwältin in der Nationalen Einheit gegen internationale und organisierte Kriminalität (Riksenheten mot internationell och organiserad brottslighet) in Stockholm. Zugleich war sie zwischen 2021 und 2022 Mitarbeiterin des Parlamentarischen Ausschusses für öffentliche Sicherheit. Danach war sie 2022 kurzzeitig noch als rechtspolitische Expertin der Liberalen tätig.
Am 18. Oktober 2022 wurde Paulina Brandberg zur Gleichstellungsministerin im Beschäftigungsministerium sowie zur stellvertretenden Ministerin für Beschäftigung (Jämställdhetsminister och biträdande Arbetsmarknadsminister) in der Regierung Kristersson berufen und ist damit zuständig für die Bereiche Geschlechtergleichheit, Arbeitsumgebung, Antidiskriminierung, Arbeitsrecht und Menschenrechte auf nationaler Ebene. Am 31. März 2025 gab sie ihren Rücktritt als Ministerin bekannt.
Sie lebt in Stockholm, ist verheiratet und hat zwei Kinder.
Zu einem Gesprächsthema in den Medien wurde Brandbergs Phobie vor Bananen. Die Ministerin beschrieb diese in einem Interview im November 2024 mit der Zeitung Expressen als „eine Art Allergie“. Die Zeitung berichtete auch über E-Mails von Brandbergs Mitarbeitern, mit denen diese sicherstellen sollten, dass Räumlichkeiten vor Brandbergs Besuchen frei von Bananen sein würden.